# Caryophyllia sewelli
Espèce
Caryophyllia sewelli est une espèce de coraux appartenant à la famille des Caryophylliidae.